# 种姓 (姓氏)
种姓是中國少有的姓氏，出自仲姓，因避仇家而改姓。
《通志·氏族略》载：“种，本仲氏，以避难改载仲为种，望出河南。”
“种姓”的“种”是一个传承字，而非表示种植之“種”的简化字，因此不能写成“種”。

## 源流
- 仲山甫之後，爲避仇，改姓种。